# Konstantín Nikolàievitx Bàtiuixkov
Konstantín Nikolàievitx Bàtiuixkov   (Vólogda, 18 de maig de 1787 (Julià) - Vólogda, 7 de juliol de 1855 (Julià)), nom complet amb patronímic Konstantín Nikolàievitx Bàtiuixkov, rus: Константи́н Никола́евич Ба́тюшков, ( ? i  escolteu-ne la pronunciació en rus), fou un poeta rus, assagista, i traductor del Romanticisme. També va treballar al cos diplomàtic, i entre el 1818 i el 1819 fou secretari de la missió diplomàtica russa a Nàpols.

## Biografia
Els primers anys de la vida de Konstantín Bàtiuixkov són difícils de reconstruir. Probablement va passar els primers quatre anys de la seva vida a Vólogda, el lloc exacte en què va viure des de 1792 fins a 1796 es desconeix: possiblement amb el seu pare, possiblement amb el seu avi, Lev Andréievitx Bàtiuixkov, a la seva finca de la família, al llogaret de Danilovskoe, districte de Bejetski, óblast de Tver. Emperò, va ser la joventut de Konstantín passada a Sant Petersburg la que va exercir el paper més important en el seu desenvolupament com a poeta.
La carta més antiga existent de Bàtiuixkov de Sant Petersburg és de data 6 de juliol de 1797. Els seus primers anys els va passar-hi en pensionats (internats privats). El contacte amb els seus parents es va restringir a la correspondència i a reunions ocasionals. De 1797-1800 va estudiar al pensionat dirigit per OP Jacquinot, era una escola bastant cara per als fills de bones famílies. El pla d'estudis incloïa l'estudi de les següents matèries: rus, francès, alemany, religió, geografia, història, estadística, aritmètica, química, botànica, cal·ligrafia, dibuix i dansa. En 1801, Bàtiuxkov va ingressar al pensionat dirigit per un italià, I.A. Trípoli; es va graduar en 1802. Va ser aquí on va començar a estudiar italià. La seva primera oferta literària, però, va ser una traducció al francès del discurs del Metropolità Plató, amb motiu de la coronació d'Alexandre I de Rússia.

## Primeres obres
1802 és considerat convencionalment l'inici de la carrera poètica de Bàtiuixkov. Va escriure en una carta a Nikolai Gnéditx l'1 abril del 1810 que havia compost el seu primer poema a l'edat de quinze anys. Bàtiuixkov cita dues línies; va sentir que la seva idea principal - la insatisfacció amb la realitat i l'anhel de "terres llunyanes", tant geogràficament com espiritual - va anticipar la seva obra de maduresa: "Muza Moia, esxe devstvennitsa, ugadala" (La meva musa, quan encara era una verge, ho havia endevinat).
Bàtiuixkov va començar a escriure poesia de debò en 1804 (almenys, la datació de les seves primeres obres 1802-1803 no està documentada). Dos poemes són considerats convencionalment com si haguessin estat escrits abans de la primera publicació. El primer d'ells, "Bog" (Déu), és una imitació directa de les odes espirituals de Gavriïl Derjavin (diverses reminiscències a Derjanvin continuaren apareixent en l'obra madura de Bàtiuixkov, però només com un element del seu propi i molt personal estil). L'altre poema és "Metxta" (el títol, traduït generalment com a "Somni", també pot significar "Fantasia" o "Imaginació"). Mai satisfet amb la realització de la seva idea, Bàtiuixkov reelaborà " Metxta" durant la resta de la seva vida literària, per la qual cosa és possible per il·lustrar l'evolució de la seva versificació i estil verbal utilitzant només exemples de redaccions successives d'aquesta peça. Tant en l'original com en diversos fragments traduïts, aquesta peça es va convertir en un manifest de l'estètica pròpia de Bàtiuixkov: "Metxtan'e est ' duixa poetov i stikhov" (somiar és l'ànima dels poetes i de la poesia). Això l'acosta a Nikolai Karamzín i Vassili Jukovski, però fins i tot a "Metxta", ja és evident el posat literari d'un escapista i hedonista. És més probable que el caràcter programàtic d'aquest, en general, força feble poema, continués mantenint l'interès del seu, d'altra banda, autocrític autor.
Les revistes, en què es van publicar primer poemes de Bàtiuixkov, són fàcils de vincular als seus contactes personals. La seva primera ofrena poètica va ser el satíric "Poslanie k stikham moim" (Epístola als meus versos); el gener de 1805 va aparèixer a "Novosti russkoi Literatury", suplement del periòdic de la Universitat de Moscou.

## A l'exèrcit
En la tardor de 1806 Napoleó I ocupava Berlín i la major part de Prússia, aliada de Rússia. El tsar Alexandre va declarar una lleva massiva. El 13 gener 1807 Bàtiuixkov, amb el rang civil, que correspon a la dotzena classe, es va unir a l'equip del general Nikolai Nikolàievitx Tatísxev.
. El 22 de febrer es va allistar a batalló de la Milícia de Sant Petersburg com a sotennyi (suboficial), i immediatament es va dirigir a l'oest. El 2 de març es trobava a Narva, el 19 de març a Riga, des d'on va enviar cartes a Gnèditx, que conté un improvisat i una altra epístola en vers. Quan prenia part en la campanya de Prússia, es va trobar amb Ivan Aleksàndrovitx Petin, un oficial, qui es convertiria en un altre amic proper. Bàtiuixkov va lluitar en la batalla de Gutstadt (maig 22 a 27); El 29 de maig va ser greument ferit en la batalla de Heilsberg. (Un any després, el 20 de maig de 1808, va ser guardonat amb l'Orde de Santa Anna, tercera classe, per la seva valentia.) Després de la batalla va ser traslladat a un hospital i després a Riga, on estigué convalescent durant juny i juliol del 1807.

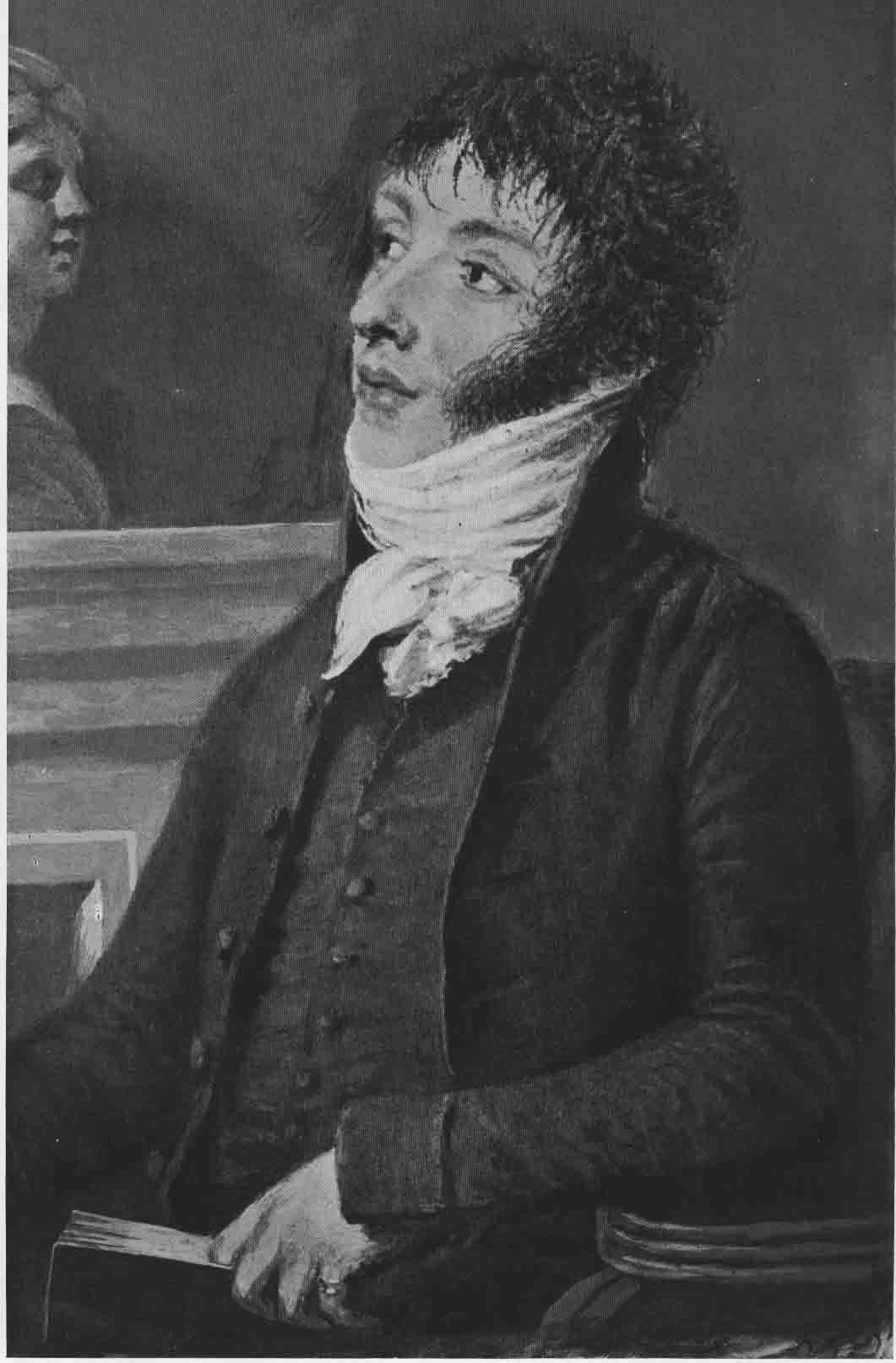
Retrat per Orest Kiprenski (1815)

A Riga, Bàtiuixkov visqué a la casa d'un comerciant, Müguel, de la filla del qual, Emilie, es va enamorar. Aquest episodi va servir de base per a dos poemes: "Vyzdorovleniie" (Convalescència, 1815-1816?), Considerat per Puixkin una de les millors elegies de Bàtiuixkov, i "Vospominaniia 1807 goda" (Records de 1807), la popularitat de la qual ha estat també testimoniada per la nota de Puixkin a la seva epístola "A Bàtiuixkov" (1814). Tots dos treballs van influenciar fortament l'elegia de Rússia de la dècada de 1810 i 1820.
La idea de presentar les principals obres de la literatura universal en l'idioma rus i fer-les part de les "belles lletres russes" és característic de principis del segle xix. Bàtiuixkov podria haver arribat a idees similars sota la influència de Gnèditx que ja estava treballant en la seva traducció de la Ilíada. El primer lloc en importància per als literats eren les epopeies heroiques. Per aquest motiu a la correspondència de Bàtiuixkov amb Gnèditx, "el teu poeta" i "el meu poeta" són Homer i Tasso, tot i que Bàtiuixkov només considerà dignes de publicar dos extractes de la seva incompleta traducció en vers de l'obra de Torquato Tasso Jerusalem alliberada. En la seva traducció Bàtiuixkov ignorà la forma mètrica i estròfica de l'original italià, l'octava, i utilitzà l'alexandrí "clàssic".
El juliol del 1809, va escriure el seu famós "Leti Videnie na bregakh" (Una visió sobre les ribes del riu Leteu). "Videnie ..." aviat es va fer àmpliament conegut i aportà a l'autor una certa notorietat. A l'octubre del 1809 va ser enviat a Gnèditx que li permet fer una còpia, que es va multiplicar ràpidament. Bàtiuixkov va escriure el poema seguint la tradició satírica francesa, però el seu material era totalment rus: descriu un somni en el qual tots els poetes contemporanis russos han mort i han tornat a l'Elisi inesperadament; les seves obres es submergeixen en les aigües del Leteu: els que les troben les volen enfonsar en l'oblit. TEls escriptors russos del segle xviii no eren la principal preocupació de la sàtira. En el poema, no només és notori que Ivan Barkov s'escapa l'oblit, sinó que també ho fa Vassili Trediakovski qui va ser menyspreat en general en aquell moment. "Videnie" porta a terme un acte d'equilibri entre la burla i l'obscenitat, que està ple d'al·lusions càustiques i ofensivament transformat o cites reinterpretades. Amb "Videnie", s'establí la reputació de Bàtiuixkov; va començar a considerar-se a si mateix com un poeta madur i original, i va començar a reunir material per a una publicació de l'obra completa.

## Invasió napoleònica
El 22 abril del 1812 Bàtiuixkov es va convertir en el nou Conservador Adjunt de Manuscrits de la Biblioteca Pública Imperial. Entre els seus col·legues s'hi incloïen Gnèditx, Krilov i Uvarov. Al juny es va comprar un apartament proper. La seva vida tranquil·la ("gràcies a Déu, tinc vi, amics, tabac ...") es va veure torbada només per la mala salut ("Sóc tan feble que ni tan sols sobreviuran els meus versos").
Però fins i tot ara, la pau i la calma se li negaven a Bàtiuixkov: Napoleó I envaí Rússia el 12 de juny de 1812. Bàtiuixkov va escriure a Piotr Viazemski que si no hagués estat per la febre, s'hauria unit immediatament a l'exèrcit.
Les escenes de destrucció el van afectar i van determinar la seva actitud davant la guerra profundament. Va escriure a Gnèditx dels francesos: "Bàrbars vàndals I aquesta nació de monstres, fins i tot s'atreveix a parlar de llibertat, de filosofia, de filantropia!" El 29 de març Bàtiuixkov va entrar al servei militar, amb el grau de capità júnior. Van ser els esdeveniments de 1812 els que van dictar l'estat d'ànim d'una epístola-elegia, "K Dashkovu" (Per a Dàixkov), un punt d'inflexió en la poètica i la cosmovisió de Bàtiuixkov. El poema es fa ressò de les seves cartes personals i expressa els seus sentiments en veure Moscou en ruïnes. La Guerra es converteix en una encarnació del Mal: "Moi drug! ia videl more zla / I neba mstitel'nogo kary" (Amic meu! Vaig veure un mar de maldat! / I la ira dels cels venjadors).
Al gener del 1814, els russos creuaren el Rin, entraren a França i es van traslladar a la capital. El primer mes a París va ser un moment emocionant per a Bàtiuixkov. Fins i tot s'ho va manegar per assistir a una reunió de l'Acadèmia. Les impressions de Bàtiuixkov van ser negatives i va escriure el 25 abril 1814 que l'era de glòria per a la literatura francesa havia passat. Aquesta carta va ser també una obra literària; una versió resumida va ser publicada pels amics del poeta en 1827. Al maig Bàtiuixkov va emmalaltir, es va deprimir molt i va decidir tornar a casa. Bàtiuixkov va arribar a Londres a mitjans de maig i va passar dues setmanes a Anglaterra. El 25 de maig se li va expedir un passaport per viatjar a casa a través de Suècia, i del 30 de maig al juny navegà de Harwich a Göteborg. La travessia va ser descrita en una carta el 19 de juny 1814, Bàtiuixkov la va revisar més tard com l'esbós d'un viatger que es va publicar en 1827.

## 1815-1817
A principis de gener 1815 un trencament de les seves expectatives matrimonials juntament amb una greu malaltia li van causar una reacció nerviosa. Al març Bàtiuixkov partia a la recerca de la curació espiritual. Va passar la segona setmana de Quaresma en un monestir de Tikhvin. Sembla que Bàtiuixkov va experimentar una conversió religiosa, una evidència que es pot trobar en un poema d'aquest any, "Nadejda" (Esperança). Pel que sembla, en el mateix any va compondre un poema que combina els motius de l'amor i la malaltia mortal: "Posledniaia vesna" (L'última primavera), una versió lliure de l'obra de Charles-Hubert Millevoye "La Chute des feuilles", una de les elegies més populars entre els traductors russos de la dècada de 1810 i 1820. Una altra traducció, "Msxenie" (Venjança) de Parny, va ser composta tant com una addició a l'anterior "Prividenie" (una "imatge mirall" del mateix tema), i una possible sublimació de la seva decepció en l'amor, que encara era eloqüent en els seus poemes.
En el primer semestre de 1815 Bàtiuixkov va arribar a conèixer el jove Aleksandr Puixkin a Tsàrskoie Seló; als ulls de les generacions posteriors, aquesta reunió va adquirir un significat històric o fins i tot simbòlic.
El volum en vers d'Opyty ("Experiments") va aparèixer a l'octubre de 1817. Estava dividit en seccions de gènere: "elegies" (començava amb "Nadejda" i concloïa amb una nova versió de "Metxta"); "epístoles" (primer, una "amistosa", "Moi Penaty", i la darrera, una de "didàctica" a Muraviov-Apóstol); i "miscel·lània" (una secció amb un principi d'organització indefinit, per alguna raó, seguit de tres de les obres més recents de Bátiushkov). Immediatament li va arribar el reconeixement públic. El 17 octubre 1817 Bàtiuixkov es va convertir en un membre honorari de la "Societat Militar", el 18 de novembre va ser nomenat bibliotecari honorari de la Biblioteca Pública, i a l'abril del 1818 es va convertir en un membre honorari de la "Societat Lliure dels amants de les lletres russes ".

## Bogeria i mort
Durant el 1820 la depressió de Bàtiuixkov va empitjorar. A l'agost va sol·licitar permís per anar a Alemanya, confirmat només a l'abril del 1821. Del desembre de 1820 a maig del 1821 va viure a Roma, després va ser a Teplitz per motius de convalescència, al novembre es va traslladar a Dresden. Els primers signes que s'acostava la bogeria foren una sèrie de disputes sobre terrenys relativament insignificants. En 1820 un editor del diari "Sin otetxestva", Aleksandr Voeikov, es va permetre una publicació no autoritzada d'un epitafi de Bàtiuixkov. L'autor va tenir una reacció exagerada: Bàtiuixkov, enfurismat, va enviar una carta Gnèditx destinada al "Sin otetxestva", on al·legava que havia abandonat la seva escriptura per sempre. Pletnev, un autèntic admirador de Bàtiuixkov, tractà de pal·liar la seva "culpa" amb la publicació d'una "inscripció" panegírica a Bàtiuixkov — el qual s'ho va prendre com un altre insult. La ment de Bàtiuixkov es va ennuvolar, i en un atac de depressió va destruir els seus últims manuscrits.
El 18 de setembre i 12 de desembre de 1821 Bàtiuixkov va demanar la seva jubilació. En canvi, l'emperador Alexandre I li va concedir un permís indefinit. Se'n va anar a Sant Petersburg el 14 d'abril del 1822 i viatjà al Caucas des del maig al juliol;a l'agost va arribar a Simferopol, on, durant els mesos següents, els símptomes de mania persecutòria es van fer obvis. Va cremar els seus llibres i es va intentar suïcidar tres vegades. El 4 abril 1823 va ser enviat a Sant Petersburg, sota la supervisió d'un metge. Durant tot un any als seus familiars i amics el cuidaren. L'abril del 1824 va escriure una carta completament boja a l'Emperador amb una sol·licitud per entrar en un monestir. Després de parlar amb Jukovski, Alexandre I decidí d'enviar l'infortunat escriptor per al tractament a càrrec de l'Estat. Del 1824 al 1828 Bàtiuixkov s'estigué a la "Maison de santé" a Sonnenstein (Saxònia), des 1828-1833 a Moscou, i des de 1833 en endavant va viure a Vólogda. El 9 de desembre 1833, l'incurable Bàtiuixkov va ser finalment alliberat del servei i se li va concedir una pensió vitalícia.
Mentre estava malalt, va escriure uns pocs textos incoherents. El seu últim poema va ser escrit a Vólogda, el 14 de maig 1853, es tracta d'una quarteta que conclou així: "Ia prosipaius', txtob zasnut', / I spliu, txtob vetxno prosipatsia" (Només em llevo per agafar el son / i dormo, per llevar-me sense fi).
Va morir el 7 de juliol del 1855 a causa del tifus.

## Traduccions al català
- Poesia russa. Antologia / Vidal, Helena (Ed., Trad., Pr.); Desclot, Miquel (Ed., Trad.), Barcelona : Edicions 62: 1983 (Les Millors Obres de la Literatura Universal; 28) ISBN 8429720774